# Intelius
A Intelius, Inc. é uma empresa de registros públicos sediada em Seattle, Washington, Estados Unidos. Ela fornece serviços de informações, incluindo pesquisa de pessoas e propriedades, verificação de antecedentes e consulta reversa do telefone. Os usuários também podem executar pesquisas de endereço reverso para encontrar pessoas que usam os serviços e um endereço da Intelius. A Intelius, fundada por ex-executivos da InfoSpace, foi iniciada em 2003. O Intelius foi classificado como o melhor serviço de verificação de antecedentes pela TopTen Reviews em 2017 e recebeu 4,5 estrelas de 5 no Background Checks.org.

## História
A Intelius foi fundada em 2003 por seis ex-executivos da Infospace: Naveen Jain, Kevin Marcus, Niraj Shah, Ed Petersen, Chandan Chauhan e John Arnold. Intelius apresentou planos para uma oferta pública inicial em 10 de janeiro de 2008 mas desistiu em outubro de 2010.
Em 5 de dezembro de 2006, a Intelius adquiriu a IntelliSense Corporation, com sede em Bothell, Washington, uma empresa de verificação de antecedentes, impressões digitais e triagem de medicamentos. A aquisição do Intellisense acabou se tornando o TalentWise. O TalentWise foi cindido para os acionistas da Intelius em maio de 2013. Em 30 de abril de 2009, a Intelius adquiriu o Spock, um mecanismo de pesquisa orientado para pessoas.
Em novembro de 2011, a Intelius comprou o aplicativo de genealogia do Facebook Family Builder. Em 2012, Intelius foi renomeada como "inome", e o nome Intelius foi dado à divisão com foco em verificação de antecedentes. Em 2015, a inome estava fazendo negócios mais uma vez como Intelius. Em 1 de julho de 2015, a Intelius foi adquirida pela empresa de private equity H.I.G. Capital. Como parte da transação, Abani Heller substituiu Jain como CEO da empresa. Em 12 de agosto de 2015, a PeopleConnect Holdings Inc., comprou o negócio de mídia social Classmates.com por US$ 30 milhões. O antigo site de mídia social Classmates.com foi criado em 1995 para conectar escola, trabalho e colegas militares.

## Serviços de informação
A Intelius criou um aplicativo disponível para Android e IOS que permite que os usuários realizem pesquisas de pessoas, buscas reversas por telefone e serviços de verificação de antecedentes diretamente de seus dispositivos móveis.

## Filantropia
Intelius apoiou várias instituições de caridade e organizações sem fins lucrativos ao longo dos anos. Em 2008, a Intelius concedeu quase US$ 210.000 a uma dúzia de organizações sem fins lucrativos locais e nacionais. Duas das organizações que apoiaram foram o Hopelink, uma organização sem fins lucrativos que ajuda famílias de baixa renda a se auto-suficiente, e o Overlake Service League, um programa que atende crianças, famílias e idosos em necessidade.
Em 20 de março de 2009, a Intelius patrocinou uma noite de atividades para o Bellevue Boys and Girls Club para promover a auto-estima e a responsabilidade entre crianças de cinco a 16 anos. Em junho de 2009, a Intelius patrocinou uma série de filmes ao ar livre de oito semanas no Downtown Bellevue Park. No final daquele ano, em agosto, a empresa concedeu a dois estudantes que participavam da conferência "Adventures of the Mind" US$ 2.500 para um concurso de redação de ciências e literatura.
A Intelius também foi patrocinadora anual da Kindering em 2009 e 2010. Kindering é uma organização que fornece "serviços para crianças deficientes, medicamente frágeis ou vulneráveis por abuso ou negligência; para desenvolver o máximo potencial, esperança e compreensão da comunidade". Em 2009, a Intelius patrocinou entre US$ 2.500 e US$ 4.999 para a Kindering e entre US$ 5.000 e US$ 9.999 em 2010.

## Ações coletivas
Em 30 de setembro de 2009, perante o Tribunal Distrital dos EUA no Distrito Central da Califórnia, foi instaurada uma ação coletiva alegando que a Intelius inscreveu automaticamente os consumidores da Califórnia em programas de seu parceiro, Adaptive Marketing, sem permissão. A denúncia mostrou evidências de como os acusados alegadamente cobravam automaticamente os cartões de crédito dos consumidores da Califórnia por "associação" e intencionalmente frustravam a capacidade das vítimas de contestar as acusações.
Em 19 de outubro de 2009, no Tribunal Federal de Seattle, a Intelius foi acusada de violar a Lei de Proteção ao Consumidor de Washington. No processo de ação coletiva Lee v. A Intelius Inc., registrada por Donovon Lee, residente em Ohio, e Bruce Keithly, residente em Washington, alegou que, após a compra de relatórios de antecedentes por meio da Intelius, eram cobrados aos demandantes taxas mensais recorrentes de US$ 19,95 por vários serviços de assinatura que não foram solicitados à Intelius e seu parceiro, Adaptive Marketing. Os demandantes pediram indenização à Classe, alegando práticas enganosas contra a Intelius. Em 7 de março de 2013, o Tribunal Distrital dos Estados Unidos decidiu em favor da Classe Reclamante. Intelius apelou ao Tribunal de Apelações dos EUA (9ª Cir.), que em 16 de dezembro de 2013, também decidiu a favor de Lee [et al.] para a Classe da seguinte forma: "Defendemos que Lee não celebrou um contrato com a Adaptive para adquirir o Relatório de Segurança Familiar e não celebrou contrato com a Adaptive para arbitrar. Portanto, afirmamos o tribunal do distrito."
Depois de perder esse recurso, a Intelius procurou a arbitragem com os Autores e, posteriormente, concordou em dois (2) acordos desse processo em favor da Classe (uma para o Sr. Lee e outra para o Sr. Keithly em méritos diferentes), resultando em um total combinado de US$ 10,5 milhões de liquidação para Autores de Classe.

## Reclamações de consumidores
Em 2008, a empresa interrompeu seus serviços de lista telefônica depois que ameaças legais e atenção negativa da imprensa se concentraram em alegações de que o processo de exclusão era excessivamente difícil. Entre outras coisas, também foi criticado por fornecer números de celular particulares.
Em 30 de setembro de 2009, perante o Tribunal Distrital dos EUA no Distrito Central da Califórnia, foi instaurada uma ação coletiva alegando que a Intelius inscreveu automaticamente os consumidores da Califórnia em programas de seu parceiro, Adaptive Marketing, sem permissão. A denúncia mostrou evidências de como os acusados alegadamente cobravam automaticamente os cartões de crédito dos consumidores da Califórnia por "associação" e intencionalmente frustravam a capacidade das vítimas de contestar as acusações. Em 19 de outubro de 2009, no Tribunal Federal de Seattle, Intelius foi acusado de violar a Lei de Proteção ao Consumidor de Washington.
A Intelius recebeu milhares de reclamações de consumidores sobre práticas de marketing pós-transação e cobranças de cartão de crédito supostamente enganosas. O procurador-geral de Washington processou a Intelius e um acordo de US$ 1,3 milhão foi alcançado em agosto de 2010. Em novembro de 2011, a empresa anunciou a inclusão do TrueRep em seus serviços. Este programa permite que os consumidores forneçam explicações para quaisquer indiscrições em seus registros.